# Hololepta cobanensis
Hololepta cobanensis är en skalbaggsart som beskrevs av Wenzel och Dybas 1941. Hololepta cobanensis ingår i släktet Hololepta och familjen stumpbaggar. Inga underarter finns listade i Catalogue of Life.